# Резолюция Совета Безопасности ООН 1085
Резолюция Совета Безопасности Организации Объединённых Наций 1085 (код — S/RES/1085), принятая 29 ноября 1996 года, сославшись на резолюцию 1063 (1996), Совет постановил продлить мандат Миссии ООН по поддержке в Гаити на временный период до 5 декабря 1996 года. Дальнейшее обсуждение этого вопроса состоялось в Резолюции 1086 (1996).